# Братська могила радянських воїнів (Данилівка)

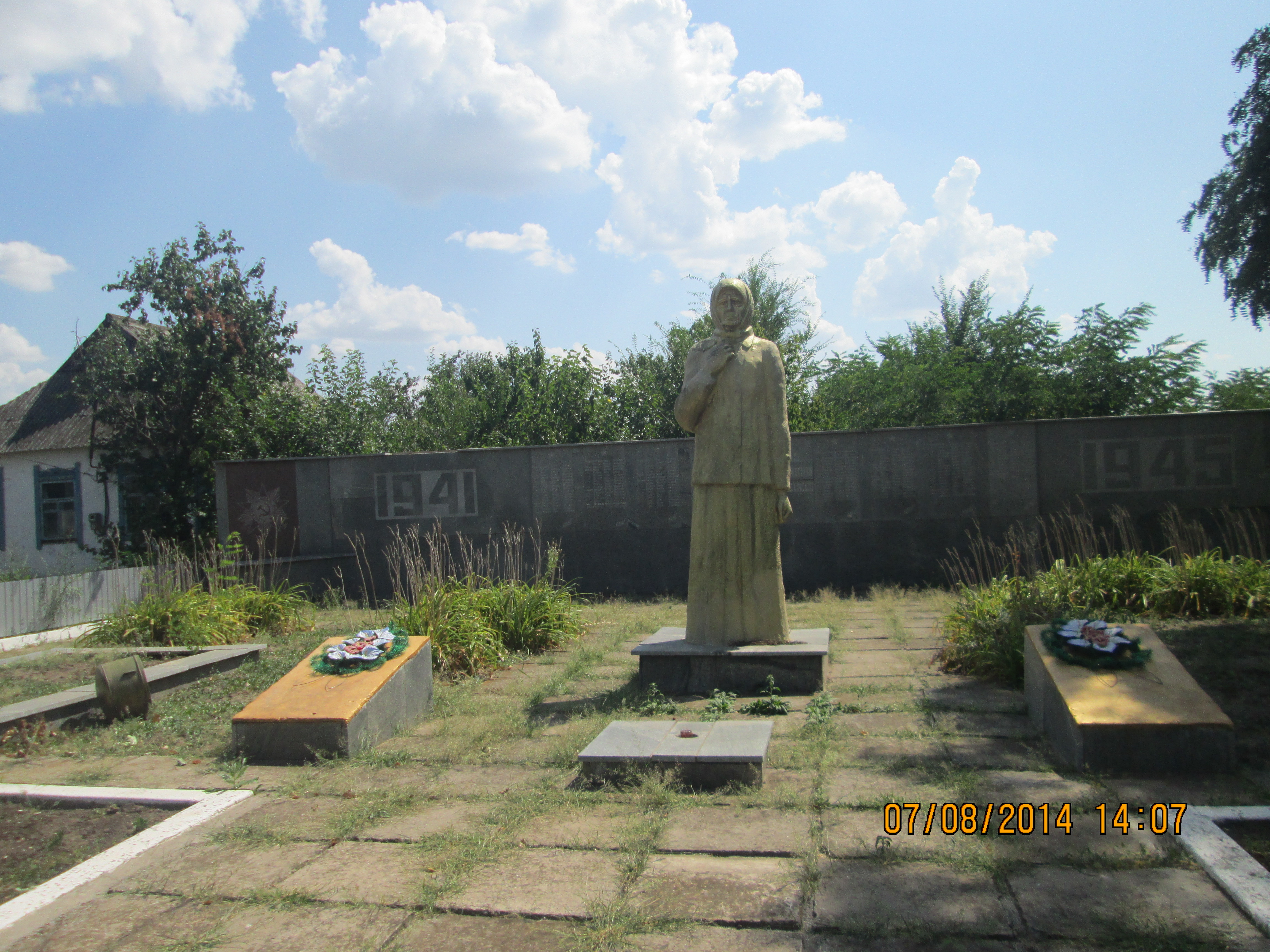

Братська  могила радянських воїнів с. Данилівка Покровського району Дніпропетровської області  - пам'ятка історії місцевого значення, державний охоронний 
№ 830-Дп.
Пам'ятка знаходиться за адресою: Дніпропетровська область Покровський район село Данилівка   вул. Центральна, 2, біля ветеринарного пункту. 
Дата спорудження меморіалу — 1957 рік. (Харківські художні майстерні, масове виробництво, заміна). Поховання  відноситься до періоду Другої світової війни — 1943 р., меморіальний комплекс розташований біля ветеринарного пункту.
Село Данилівку звільнили 15 вересня 1943 року. В двох братських могилах поховано 19  воїнів 126-й стрілецької дивізії 51-й армії, які загинули під час звільнення села від німецько-фашистських загарбників 14 вересня 1943 року.
У центрі меморіального комплексу стоїть монумент на низькому п'єдесталі « Скорботна мати». Перед монументом знаходиться запальник «Вічного вогню». Попереду монумента зліва і справа дві братські могили. За монументом розміщена стіна меморіалу на якій вмонтовані меморіальні дошки з іменами загиблих земляків. На стелі гравіровані дати «1941», «1945», а також напис « Вспомним всех поименно, горем вспомним своим».